# Leila Lejeune
Leila Lejeune, född Leila Duchemann 16 mars 1976 i Le Port, Réunion, är en tidigare fransk handbollsspelare som blev världsmästare 2003 med Frankrike.

## Klubbkarriär
Leila Lejeune började spela handboll 11 år gammal 1987 i klubben Le Port Réunion. Efter sju år i den klubben blev hon proffs i Frankrike. I Frankrike spelade hon för klubben Metz HB 1994–2002. Hon spelade sedan i tre år för de danska klubbarna Viborg HK från 2002 till 2004 och FCK Håndbold 2004–2005. 2005 avslutade hon sin elitkarriär. 2009 tog hon över en licens på Handball Basket Club (HBC) i Saint-Pierre de la Réunion. Hon var sedan spelande tränare i klubben HBC Saint-Pierre under flera år. I klubben spelade också flera andra gamla landslagsspelare.

## Landslagskarriär
Lejeune spelade 182 landskamper och stod för 751 mål för Frankrike mellan den 13 april 1995 och den 17 december 2004. Hon var med i franska laget som vann en silvermedalj i VM 1999. Hon lade mål på en straff som gjorde att Frankrike kunde kvittera i förlängningen mot Ungern i finalen i VM 2003 som senare innebar att Frankrike vann finalen. Hon representerade Frankrike vid OS 2000 i Sydney och OS 2004 i Aten utan att vinna någon medalj

## Meriter i klubblag
- i EHF-cupen 2004 med Viborg HK.
- i franska mästerskapet 1995, 1996, 1997, 1999, 2000 och 2002 med Metz HB
- i franska cupen 1998 och 1999 med Metz HB
- i danska mästerskapet 2004 med Viborg HK
- i danska cupen 2003 med Viborg HK

## Individuella utmärkelser
- Vänsterback i All star Team i VM 2001